# Ismaël Kandúsz
Ismaël Kandúsz (Lille, 1997. november 12. –) marokkói válogatott labdarúgó, a belga Gent hátvédje.

## Pályafutása

### Klubcsapatokban
Kandúsz a franciaországi Lille városában született. Az ifjúsági pályafutását a Villeneuve-d'Ascq Métropole és a Wasquehal csapatában kezdte, majd a Dunkerque akadémiájánál folytatta.
2018-ban mutatkozott be a Dunkerque felnőtt keretében. 2019. január 14-én szerződést kötött a másodosztályban szereplő Union SG együttesével. Először a 2019. január 20-ai, OH Leuven ellen 2–1-re megnyert mérkőzésen lépett pályára. Első gólját 2019. szeptember 21-én, a Westerlo ellen idegenben 2–1-es győzelemmel zárult találkozón szerezte meg. A 2020–21-es szezonban feljutottak a első osztályba. 2023. július 12-én a Genthez írt alá.

### A válogatottban
Kandúsz 2023-ban debütált a marokkói válogatottban. Először a 2023. június 12-ei, Zöld-foki Köztársaság ellen 0–0-ás döntetlennel zárult mérkőzésen lépett pályára.

## Statisztikák
2023. július 27. szerint
| Klub     | Szezon   | Osztály               | Bajnokság | Bajnokság | Kupa  | Kupa | Nemzetközi | Nemzetközi | Összesen | Összesen |
| Klub     | Szezon   | Osztály               | Meccs     | Gól       | Meccs | Gól  | Meccs      | Gól        | Meccs    | Gól      |
| -------- | -------- | --------------------- | --------- | --------- | ----- | ---- | ---------- | ---------- | -------- | -------- |
| Union SG | 2018–19  | Challenger Pro League | 15        | 0         | 2     | 0    | —          | —          | 17       | 0        |
| Union SG | 2019–20  | Challenger Pro League | 25        | 2         | 2     | 0    | —          | —          | 27       | 2        |
| Union SG | 2020–21  | Challenger Pro League | 15        | 0         | 2     | 0    | —          | —          | 17       | 0        |
| Union SG | 2021–22  | Jupiler League        | 36        | 1         | 0     | 0    | —          | —          | 36       | 1        |
| Union SG | 2022–23  | Jupiler League        | 33        | 1         | 4     | 0    | 10         | 0          | 47       | 1        |
| Union SG | Összesen | Összesen              | 124       | 4         | 10    | 0    | 10         | 0          | 144      | 4        |
| Gent     | 2023–24  | Jupiler League        | 0         | 0         | 0     | 0    | 1          | 0          | 1        | 0        |
| Összesen | Összesen | Összesen              | 124       | 4         | 10    | 0    | 11         | 0          | 145      | 4        |

### A válogatottban
| Válogatott | Év       | Pályára lépés | Gól |
| ---------- | -------- | ------------- | --- |
| Marokkó    | 2023     | 1             | 0   |
| Összesen   | Összesen | 1             | 0   |

## Sikerei, díjai
Union SG
- Challenger Pro League
  - Feljutó (1): 2020–21